# Adossenda
Adossenda (en asturià, castellà i gallec Adosinda, ? - després de 785) va ser una noble astur, filla d'Alfons I el Catòlic i d'Ermessenda. Considerada defensora del llinatge familiar, va protegir al seu nebot, el futur Alfons II, després de l'assassinat del seu germà Fruela I. Posteriorment va ser reina consort d'Astúries quan el seu marit, Silo, va esdevenir rei.

## Biografia
Va ser filla d'Alfons I el Catòlic, rei d'Astúries, i de la reina Ermessenda. Per part paterna era neta del duc Pere de Cantàbria, i, per part materna, del rei Pelai I i de la seva esposa, Gaudiosa. Va ser germana del rei Fruela I d'Astúries i, després de l'assassinat d'aquest últim, Adossenda, tement per la vida del seu nebot Alfons, fill del seu germà mort, el va enviar al Monestir de Sant Julià de Samos, a Lugo, amb la fi de proporcionar-li protecció i formació cultural.
Després de l'assassinat del seu germà, ella va romandre a la Cort asturiana, sota la protecció del rei Aureli I d'Astúries. És en aquesta època quan va conèixer a Silo, un noble gallec. El va escollir com a marit, fet inusual a l'època, i, després de la mort del rei Aureli I d'Astúries (l'any 774), el seu marit, Silo, va esdevenir rei d'Astúries, convertint-se Adossenda en reina consort d'Astúries. El seu marit va regnar a Astúries des de l'any 774 fins a l'any 783.
És considerada una defensora del seu llinatge familiar. En morir el seu marit el 683, Adossenda, conjuntament amb els magnats de la cort, va intervenir en l'elecció del successor en la persona del seu nebot, el futur Alfons II, fill del seu germà, el difunt Fruela I. Tanmateix, aquest no va regnat fins anys més tard a causa de la rebel·lió de Mauregat, fill bastard d'Alfons I i, per tant, germanastre d'Adossenda, que va prendre el control del tron. Alfons II a cercar refugi a Àlaba.
A causa del suport que va donar al seu nebot, la posició d'Adossenda a la Cort es va fer insegura, i va ser obligada a ingressar al Monestir de Sant Joan de Santianes de Pravia, on va professar com a monja el 26 de novembre de 785 o del 783, segons el cronista Ambrosio de Morales, en presència del Abad Fidel i de Beat i d'Eteri, sent aquests dos últims coneguts per la controvèrsia que van mantenir amb Elipand de Toledo, arquebisbe de Toledo.
Es desconeix la data exacta de la seva defunció, encara que alguns autors assenyalen que va residir al Monestir de Sant Joan de Santianes de Pravia fins a la seva mort.

## Sepultura
Després de morir, el cadàver de la reina Adossenda va rebre sepultura a l'Església de Sant Joan de Santianes de Pravia, en la qual havia estat sebollit el seu marit, el rei Silo d'Astúries, qui havia ordenat construir el temple. A l'Església de Sant Joan de Santianes de Pravia encara es conserva la seva tomba, a la qual es suposa que descansen les restes del rei i les de la seva dona, la reina Adossenda.
Al mateix temple havia estat sebollit el rei Mauregat I d'Astúries, fill il·legítim del rei Alfons I el Catòlic, i germanastre de la reina Adossenda.